# Torfowisko niskie

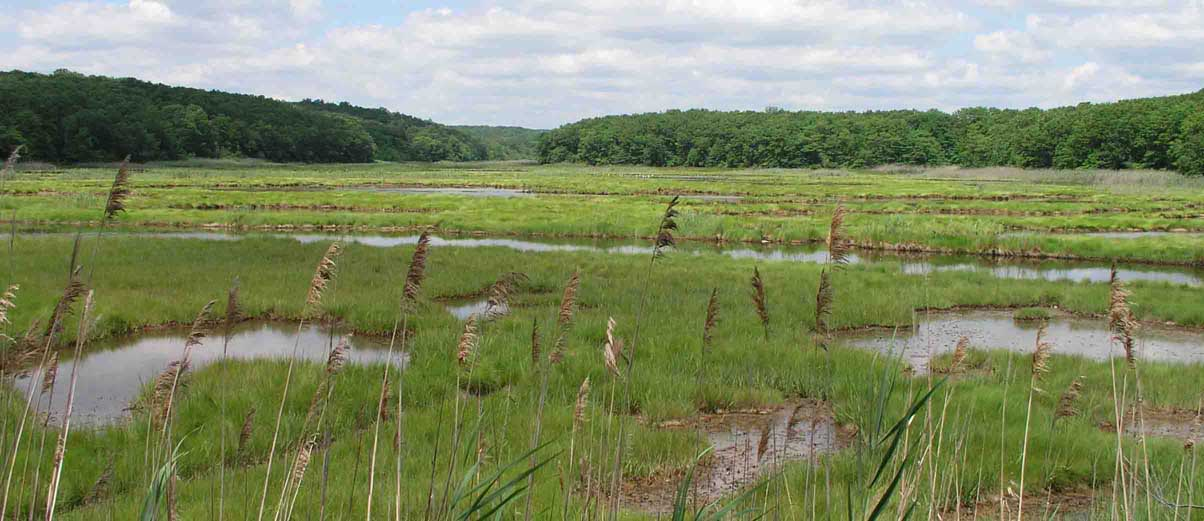
Torfowisko niskie

Torfowisko niskie – rodzaj torfowiska, które zajmuje zagłębienia terenu, szczególnie doliny rzeczne i jest zasilane wodami powierzchniowymi i gruntowymi, zwykle bogatymi w biogeny. Porastają je zarośla wierzbowe, niekiedy z udziałem brzozy, lasy z olszą czarną, czyli olsy oraz szuwary tworzone przez trzcinę pospolitą, tatarak, a zwłaszcza wielkie, kępowe turzyce – błotną, sztywną, zaostrzoną, tunikową. Z gatunków łąkowych na torfowiska niskie wkraczają mchy torfowce, skrzypy, jaskier ostry, niezapominajka, kaczeniec oraz kukułki Dactylorhiza. Dominującym gatunkiem drobnych ssaków zamieszkujących turzycowiska na torfach niskich jest nornik północny. Największe w Polsce kompleksy torfowisk niskich znajdują się w dolinie Biebrzy i Narwi.